# 格萊克峰
46°26′47″N 10°47′48″E / 46.44637°N 10.796803°E
格萊克峰（德語：Gleckspitze），是意大利的山峰，位於該國北部，處於博爾扎諾-南蒂羅爾自治省和特倫托自治省接壤的邊界，屬於奥特莱斯山的一部分，海拔高度2,957米。